# Koyaanisqatsi
Koyaanisqatsi, também conhecido como Koyaanisqatsi: Life Out of Balance, é um filme de 1982 dirigido por Godfrey Reggio com música de Philip Glass e cinematografia de Ron Fricke.
O filme consiste primariamente de imagens de arquivos em câmera lenta e em time-lapse, mostrando cidades e muitas paisagens naturais dos Estados Unidos. Com o visual de poema sinfônico, o filme não contém nenhum diálogo ou narração; seu tom é estabelecido pela justaposição de imagens e música. Reggio explica a falta de diálogo dizendo, "Não é por falta de amor à linguagem que estes filmes não têm palavras. É porque, do meu ponto de vista, nossa linguagem está em um estado de vasta humilhação. Não descreve mais o mundo em que vivemos". Na língua hopi, Koyaanisqatsi significa "vida maluca, vida em turbilhão, vida fora de equilíbrio, vida se desintegrando, um estado de vida que pede uma outra maneira de se viver". O filme é o primeiro da trilogia Qatsi: foi seguido por Powaqqatsi (1988) e Naqoyqatsi (2002). A trilogia mostra diferentes aspectos das relações entre humanos, natureza e tecnologia. Koyaanisqatsi é o mais conhecido dos três e é considerado um filme cult.
Em 2000, Koyaanisqatsi foi selecionado para preservação pelo National Film Registry da Biblioteca do Congresso dos Estados Unidos como sendo "culturalmente, historicamente, ou esteticamente significante".

## Sequências
O filme contém várias sequências cinemáticas acompanhadas por vários temas musicais. Os capítulos do DVD de Koyaanisqatsi são separados e nomeados de acordo com os títulos das músicas da trilha sonora. A primeira imagem do filme é um pictograma fremont localizado no Parque Nacional de Canyonlands, Utah. A seção mostrada apresenta várias figuras escuras e sombreadas em pé ao lado de uma figura ainda maior com uma coroa. A próxima imagem é um close do foguete Saturno V, das missões Apollo, em lançamento. O filme desbota até uma tomada de um deserto, iniciando o capítulo "Organic". Daqui, prossegue imagens de várias paisagens naturais e fenômenos, como ondas e nuvens.
A introdução do envolvimento humano no ambiente é uma tomada aérea baixa de água agitada, cortando para uma tomada similar de várias flores sendo cultivadas. Depois de tomadas aéreas de várias formações naturais de pedra, erodidas pelas águas do Lago Powell, é mostrado um enorme caminhão de mineração levantando poeira no capítulo intitulado "Resource". É seguido por tomadas de linhas de transmissão de energia no deserto. O contínuo envolvimento do Homem no ambiente é mostrado através de imagens de mineração, campos de petróleo, tomadas aéreas da Estação Geradora de Navajo, a Represa de Glen Cayon e imagens de arquivo de várias explosões atômicas no deserto de Nevada. Depois das bombas atômicas, a sequência intitulada de "Vessels" começa uma imagem de banhistas tomando sol na praia, virando-se para a Estação Geradora Nuclear de San Onofre, mostrando quão esquecidos os banhistas estão por estarem tão perto da mesma energia das bombas atômicas. "Vessels" contém a tomada ininterrupta mais longa do filme: uma imagem de três minutos e trinta e dois segundos de dois Boeings 747 da United Airlines taxiando na pista do aeroporto. "Vessels" também contém tomadas de padrões de tráfego durante a hora do rush na autoestrada de Los Angeles e uma tomada de um enorme estacionamento. Segue-se imagens de arquivo de tanques soviéticos em fila, um avião B-1 Lancer em voo e imagens dos marinheiros da USS Enterprise em formação no deque para fazer a famosa equação E = mc².
A justaposição de homem e natureza é vista de novo no capítulo "Cloudscape". A fotografia em time-lapse de sombras e nuvens, é vista se movendo pelos prédios de Nova York. A sequência "Pruit Igoe" contém várias imagens de projetos habitacionais em ruínas, incluindo imagens da decadência e demolição do projeto habitacional de Pruitt-Igoe. O projeto era conhecido por seu desenho modernista, porém rapidamente entrou em ruína. A sequência termina com imagens de arquivo da demolição de vários prédios, dentre eles, o Edifício Mendes Caldeira em São Paulo. A sequência conhecida como "Slo Mo People" começa com um time-lapse de uma multidão que parece estar esperando em uma fila. Segue-se imagens de pessoas andando pelas ruas de Nova York em câmera lenta.
"The Grid" é a sequência mais longa do filme, com mais de 21 minutos de duração. O tema cinemático dessas sequência é a velocidade da vida moderna. Ela começa com uma tomada de prédios e uma tomada do pôr do Sol refletida em um prédio. A sequência utiliza fotografia em time-lapse de atividades da vida moderna. Os eventos envolvem pessoas interagindo com a tecnologia moderna. As primeiras tomadas são padrões de tráfego vistas de um prédio a noite. Isso é seguido pela tomada icônica do filme: a Lua passando por de trás de um prédio. As próximas tomadas são closes de carros na autoestrada. Enquanto as pessoas se apressam para chegar ao trabalho, o Sol nasce. O filme mostra a velocidade normal a operação de máquinas empacotando salsichas. Pessoas são vistas classificando mensagens, costurando jeans, manufaturando televisões e fazendo outros trabalhos que envolvem a tecnologia moderna. Uma tomada de cachorros-quentes em transportadores é seguida por imagens de pessoas em escadas rolantes. A velocidade frenética e o ritmo dos cortes e da música não diminui enquanto o lazer da vida moderna é mostrado. Pessoas comem, brincam, fazem compras e trabalham na mesma velocidade. A sequência mostra a fabricação de um carro em uma fábrica altamente mecanizada.
Mais imagens de rodovias são mostradas, desta vez a luz do dia. O filme mostra o movimento de carros, carrinhos de compras, televisões sendo fabricadas, um elevador subindo e descendo em uma perspectiva de primeira pessoa e mais pessoas em escadas rolantes. Segue-se clipes de vários monitores de TV sendo zapeados em alta velocidade. Clipes incluem um acidente de carro, telejornais, jogos de futebol americano e comerciais. O filme, em câmera lenta, então mostra várias pessoas reagindo ao fato de estarem sendo filmadas na rua. Ela obviamente sabem da presença da câmera, tendo diferentes reações. A câmera fica neles até perceberem sua presença e olharem diretamente para ela. Então é visto carros se movendo muito mais rápido que antes Tanto a sequência como a música terminam sem resolução.
"Microchips" justapõe imagens de microchips e imagens de satélite de áreas metropolitanas, fazendo uma comparação com seus traçados. "Prophecies" mostra várias pessoas de diferentes classes sociais, desde mendigos até debutantes. A cena onde bombeiros andam por uma rua esfumaçada foi filmada logo após aos motins que se seguiram ao blackout de Nova York em 1977. "Ending" mostra imagens de arquivo do lançamento de um foguete e depois o mesmo explodindo. Apesar de semelhantes, as imagens de foguetes usadas no início e no final do filme são eventos separados; a primeira é a do foguete Saturno V, enquanto a segunda é o primeiro foguete Atlas-Centauro, lançado em 8 de maio de 1962. A imagem segue o foguete em chamas até cair na terra. O filme chega a um ciclo completo com uma tomada de uma porção diferente do pictograma visto no início. É similar à primeira tomada, porém sem as figuras escuras e sombreadas.

## Produção

### Origem
Em 1972, Godfrey Reggio, do Instituto Regional de Educação (IRE), estava trabalhando em uma campanha de mídia em Albuquerque, Novo México, que era patrocinada pela União Americana pelas Liberdades Civis (UALC). A campanha envolvia invasões de privacidade e o uso da tecnologia para controle de comportamento. Ao invés de se criar um serviço de anúncios públicos, que Reggio achou que "não possuíam visibilidade", espaços publicitários foram comprados na televisão, rádio, jornais e placas. Mais de 30 placas publicitárias foram usadas na campanha, e um dos desenhos tinha o close de um olho humano, que Reggio descreveu como uma "imagem horripilante". Para produzir os comerciais de televisão, a IRE contratou o diretor de fotografia Ron Fricke, que trabalhou no projeto por dois anos. Os anúncios de televisão foram ao ar durante o horário nobre, se tornando tão populares que os telespectadores iriam ligar para as emissoras para saber quando o próximo comercial iria ao ar. Reggio descreveu os dois anos de campanha como "extraordinariamente bem sucedidos", e como resultado, Ritalina (metilfenidato) foi eliminada como uma droga de modificação de comportamento em muitas escolas do Novo México. Depois da campanha ter se encerrado, a UALC retirou seu patrocínio, e a IRE tentou, sem sucesso, conseguir milhões de dólares em uma arrecadação de fundos em Washington, D. C.. O estúdio tinha apenas US$ 40.000 sobrando no orçamento, e Reggio não sabia como usar a pequena quantidade de fundos. Fricke insistiu com Reggio de que o dinheiro poderia ser usado para produzir um filme, o que levou à produção de Koyaanisqatsi.

### Filmagens

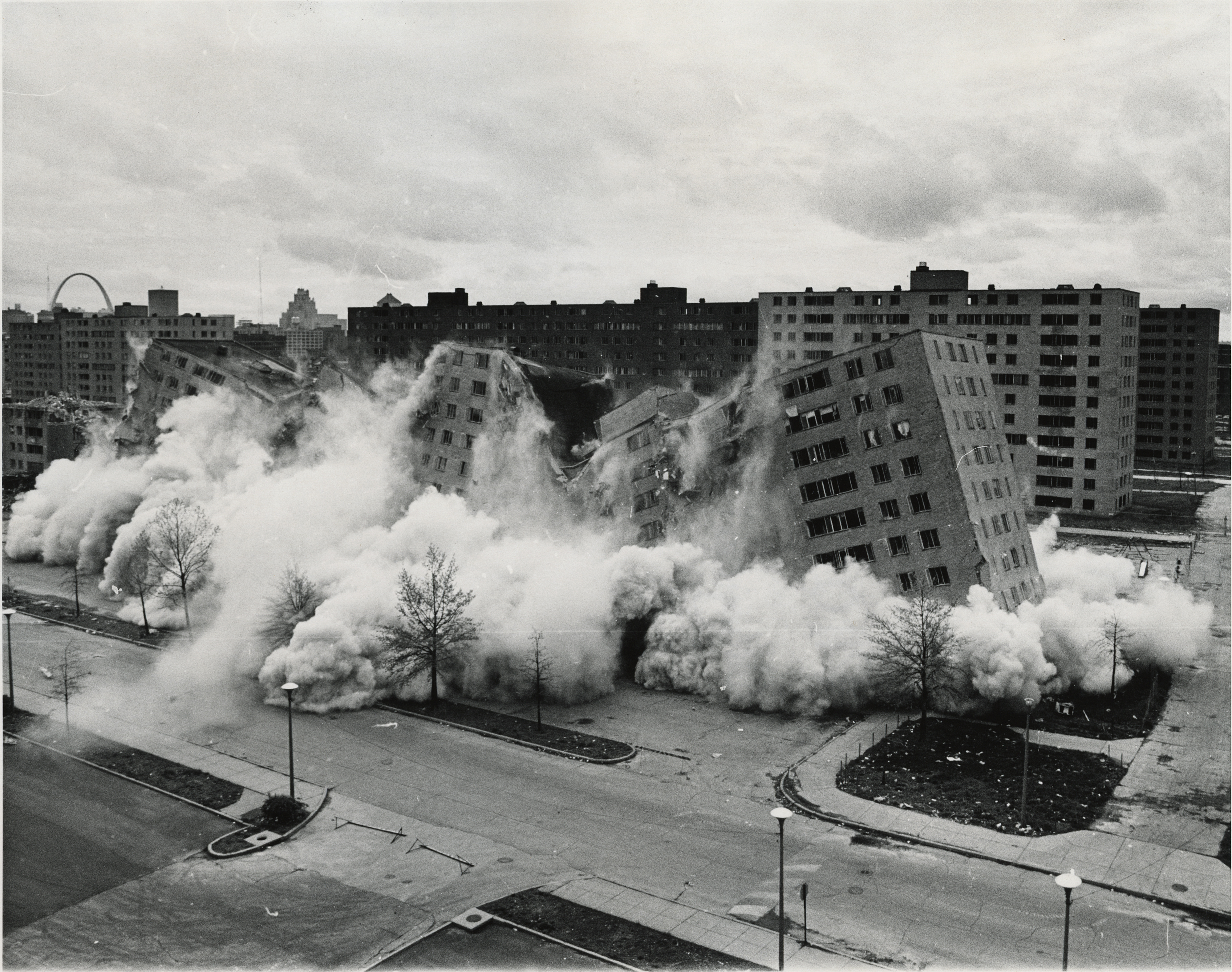
A demolição do projeto habitacional de Pruitt-Igoe em St. Louis, Missouri, foi uma das primeiras cenas a serem filmadas quando a produção começou em 1975.

Reggio e Fricke escolheram filmar imagens sem roteiro e então editá-las em um filme de uma hora de duração. A produção começou em 1975 em St. Louis, Missouri. Filme de 16 mm foi usado devido a restrições orçamentárias, apesar de preferência para se filmar em 35 mm. Imagens do projeto habitacional de Pruitt-Igoe foram filmadas de um helicóptero, e Fricke quase desmaiou durante as filmagens, nunca tendo antes voado de helicóptero. Reggio escolheu filmar em Chicago, Washington e Nova York. Já que não havia nenhum roteiro formal, Fricke filmou tudo o que ele achou que "ficaria bom em um filme". Enquanto filmava em Nova York, Fricke desenvolveu uma ideia para filmar retratos de pessoas. Um pano de fundo cinza foi colocado na Times Square, Fricke ficou três metros para trás com uma câmera. As pessoas que passavam começaram a posar para a câmera, achando que era uma máquina fotográfica, e várias tomadas acabaram no filme. Reggio não estava em locação na Times Square quando Fricke fez a filmagem e achou que a ideia dos retratos era "tola". Ao ver as gravações, Reggio decidiu dedicar uma sessão inteira do filme para os retratos das pessoas. As imagens foram processadas com uma substância química especial para realçar as sombras e os detalhes, já que todas as imagens foram feitas com luz natural. Os US$ 40.000 da IRE acabaram após a filmagem, e quase dois rolos de filme haviam sido usados. As filmagens não editadas foram exibidas em Santa Fé, Novo México, porém Fricke disse que elas eram "muito chatas" e que não havia muitas tomadas usáveis. Fricke acabou se mudando para Los Angeles, arrumando um emprego como garçom, não conseguindo um emprego na indústria cinematográfica. Enquanto Fricke estava trabalhando em Los Angeles, ele editou a imagem em um rolo de 20 minutos, porém "sem levar em conta mensagem ou conteúdo político".

"Eu filmei tudo o que achei que ficaria bom em um filme. Filmar mendigos, como prédios também, não importava. Era tudo a mesma coisa de meu ponto de vista. Eu só filmei a forma das coisas"

—Ron Fricke
A IRE estava recebendo fundos continuamente e queria continuar o projeto em 1976, usando filme de 35 mm. Depois de sair do emprego de garçom, Fricke viajou com uma equipe de câmera para a região dos Four Corners, que foi escolhida por seu "visual alienígena". Por causa do orçamento limitado, Fricke filmou com lentes zoom de 16 mm com um filme de 35 mm. Para compensar o tamanho das lentes, um extensor de 2× foi adicionado, que se transformou em lentes zoom de 35 mm, permitindo que as imagens fossem capturadas com perfeição no filme de 35 mm. As gravações de duas semanas incluíam filmagens aéreas feitas de um avião usando uma câmera de mão e filmagens terrestres com um tripé. A primeira filmagem aéra estava muito "trêmula", então filmagens adicionais foram feitas a partir de uma câmera presa em um avião. Fricke viajou de volta para Nova York em 1977, quando um apagão ocorreu. As imagens do apagão foram feitas no Harlem e no South Bronx; as configurações da câmera foram modificadas para dessaturar o filme e igualar a aparência de uma imagem 16 mm.
Para as imagens em lapso de tempo, Fricke comprou uma câmera Mitchell. Ele construiu um motor e um intervalômetro, que foi usado para mover a câmera com precisão entre os quadros. O sistema era alimentado por uma bateria de celular que durava doze horas, que permitiu que Fricke filmasse sem o uso de um gerador. A maioria das imagens em lapso de tempo foram filmadas com uma taxa de quadros de 1½ quadros por segundo. Fricke queria que as imagens "parecessem normais" e não tivessem nenhum efeito especial "chamativo". A tomada de lapso de tempo sobre uma rodovia de Los Angeles foi filmada do topo de um edifício através de uma exposição dupla, com 10 segundos de atraso entre quadros. A primeira tomada foi filmada durante o dia por 12 horas, então o filme foi rebobinado e a mesma cena foi filmada durante a noite, por 20 minutos. A cena com o Boeing 747 na pista foi filmada no Aeroporto Internacional de Los Angeles, e foi a tomada contínua mais linga do filme. Fricke e seu assistente de câmera, Robert Hill, filmaram no aeroporto todos os dias durante um período de duas semanas. Para manter a tomada do 747 no quadro, a câmera foi levemente movida aumentando a voltagem dos motores de engrenagem.
Enquanto Reggio estava trabalhando na pós-produção no Samuel Goldwyn Studio em 1981, ele conheceu o diretor Francis Ford Coppola através de um associado do Zoetrope Studios, a companhia de produção de Coppola. Antes de filmar The Outsiders e Rumble Fish, Coppola pediu para ver Koyaanisqatsi, e Reggio preparou uma exibição privada pouco tempo depois de completá-lo. Coppola disse à Reggio que ele estava esperando um filme como Koyaanisqatsi e que era "importante que as pessoas vissem", então ele adicionou seu nome nos créditos e ajudou a apresentar e distribuir o filme. Coppola também decidiu começar e encerrar o filme com imagens dos pictogramas da Grande Galeria no Horseshoe Canyon, Utah, depois de visitar o local e ficar fascinado pelos murais.

## Música
A música é um dos pilares de sustentação de Koyaanisqatsi. A trilha inteira foi composta por Philip Glass. Apesar da quantidade de música escrita seja de uma duração quase maior que o próprio filme, o lançamento original de trilha em 1983 tinha apenas 46 minutos de duração, com apenas algumas seleções do trabalho de Glass. Em 1998, Glass regravou o álbum pela Nonesuch Records com uma duração de 73 minutos e 21 segundos. A regravação possuía duas faixas adicionais do filme, além de versões estendidas das faixas do álbum anterior. O álbum foi lançado como um álbum pertencente a Glass intitulado de Koyaanisqatsi, ao invés de uma trilha sonora do filme. A música se tornou tão popular que o Philip Glass Ensemble fez uma tour pelo mundo, tocando a música do filme ao vivo em frente a uma tela de cinema. Em 2009, a gravadora de Glass, a Orange Mountain Music, lançou pela primeira vez a trilha sonora original completa do filme.
| Faixas (1983): Duração (46:25) 1. "Koyaanisqatsi" – 3:30 2. "Vessels" – 8:06 3. "Cloudscape" – 4:39 4. "Pruit Igoe" – 7:04 5. "The Grid" – 14:56 6. "Prophecies" – 8:10 Faixas da regravação (1998): Duração (73:21) 1. "Koyaanisqatsi" – 3:28 2. "Organic" – 7:43 3. "Cloudscape" – 4:34 4. "Resource" – 6:39 5. "Vessels" – 8:05 6. "Pruit Igoe" – 7:53 7. "The Grid" – 21:23 8. "Prophecies" – 13:36 | Faixas da trilha sonora original (2009): Duração (76:21) 1. "Koyaanisqatsi" – 3:27 2. "Organic" – 4:57 3. "Clouds" – 4:38 4. "Resource" – 6:36 5. "Vessels" – 8:13 6. "Pruitt Igoe" – 7:51 7. "Pruitt Igoe Coda" – 1:17 8. "Slo Mo People" – 3:20 9. "The Grid – Introduction" – 3:24 10. "The Grid" – 18:06 11. "Microchip" – 1:47 12. "Prophecies" – 10:34 13. "Translations & Credits" – 2:11 |

## Significado
Reggio afirma que os filmes Qatsi têm simplesmente a intenção de criar uma experiência, e que "fica com o espectador decidir o que o filme significa para ele/ela". Ele também disse que "estes filmes nunca foram sobre o efeito da tecnologia, da indústria nas pessoas. Foi que todos: políticos, educadores, coisas de estrutura financeira, a estrutura da nação, linguagem, a cultura, religião, tudo existe dentro de um conjunto de tecnologias. Então, não é o efeito de, é que tudo existe na tecnologia. Não é que nós usamos tecnologia, nós vivemos tecnologia. Tecnologia se tornou tão ubíqua quanto o ar que respiramos..."
O filme não possui diálogo, porém possui a palavra hopi koyaanisqatsi, traduzida como "vida fora de equilíbrio" ou "um estado de vida que pede uma outra maneira de se viver". "Koyaanisqatsi" é entoada no começo e no final do filme em um tom sombrio e sepulcral pelo baixo Albert de Ruiter sobre a trilha de Philip Glass. Três profecias hopi são cantadas por um coral no movimento "Prophecies", e são traduzidas nos créditos finais:
- "Se nós tirarmos coisas preciosas da terra, convidaremos o desastre."
- "Perto do Dia da Purificação, haverá teias de aranha sendo feitas no céu."
- "Um contêiner de cinzas pode um dia ser jogado do céu, o que pode queimar a terra e ferver os oceanos."